# Chlorophorus sagittarius
Chlorophorus sagittarius là một loài bọ cánh cứng trong họ Cerambycidae.